# Станіславка (Куп'янський район)
Станісла́вка —  село в Україні, у Шевченківській селищній громаді Куп’янського району Харківської області. Населення становить 37 осіб. До 2020 орган місцевого самоврядування — Безмятежненська сільська рада.

## Географія
Село Станіславка знаходиться на лівому березі річки Волоська Балаклійка, вище за течією на відстані 4,5 км розташоване село Волоська Балаклія, нижче за течією на відстані 2 км розташоване село Безмятежне. По селу протікає безіменна річечка, вище за течією якої на відстані 1,5 км розташоване село Кравцівка.

## Історія
- 1800 - дата заснування.
- 7 (20) листопада 1917 року, відповідно до.Третього Універсалу Української Центральної Ради, увійшло до складу Української Народної Республіки[1].
- 12 червня 2020 року, відповідно до Розпорядження Кабінету Міністрів України № 725-р «Про визначення адміністративних центрів та затвердження територій територіальних громад Харківської області», увійшло до складу Шевченківської селищної територіальної громади[2].
- 19 липня 2020 року, в результаті адміністративно-територіальної реформи та ліквідації Шевченківського району, село увійшло до складу новоутвореного Куп'янського району Харківської області[3].